# Roar Amundsen
Roar Amundsen er en folk/pop singer-songwriter fra Danmark.
Roar Amundsen er uddannet Cand.Mag i Musikvidenskab fra Københavns Universitet i 2000.
2001-2005: Leder af det rytmiske spillested KulisseLageret i Horsens,DK.
Roar blev freelancer i 2005 og startede samme år sangskriverklubben The Write House.
Han startede i 2006 konsulentvirksomheden Mayday Music, der i samarbejde med en lang række danske musikorganisationer arrangerer alt fra workshops til festivaler og koncertturneer. Mayday Music har i en årrække bl.a. stået for den akustiske scene på SPOT Festivalen og en årlig international workshop for sangskrivere, Nordic Cowriters.
I 2007 startede Roar Amundsen sammen med sangskriveren Martin Høybye, indie pladeselskabet Songcrafter Music.
Roar Amundsen var fra 2007-2012 tilknyttet Engelsholm Højskole, som underviser i sangskrivning. Her har han talentudviklet forskellige unge artister bl.a. to af medlemmerne i A Friend In London, som i 2011 vandt den danske udgave af Eurovision Song Contest, samt Ida Wenøe Bach, som med sit band Boho Dancer Arkiveret 17. maj 2014 hos  Wayback Machine vandt Karrierekanonen – Danmarks Radios talentkonkurrence.
Roar Amundsen besøgte i 2009 Austin, Texas for at skrive sange, og indledte derefter et større samarbejde med The House of Songs, hvor en række artister blev udvekslet mellem Engelsholm og Austin. I 2010 blev dokumentarfilmen All I Know Arkiveret 27. juli 2014 hos  Wayback Machine indspillet på Nordic Cowriters Camp´en i maj måned. Filmen blev præsenteret på SPOT Festivalen i 2011 og samme år på Austin Film Festival.
Roar Amundsen har igennem de sidste 10 år selv været aktiv sangskriver og udgav i 2006 EP´en ”Forløs Din Drøm” og i 2010 albummet ”Måneskitser”. Singlen ”Kamel Kamel” blev flittigt spillet på DR P4 i månederne efter udgivelsen og førte til et fast samarbejde med orkestret På Slaget 12 som ny tekstforfatter. Han skrev tre nye tekster til opsamlingsalbummet ”Hjem Til Århus og alle de andre” som udkom på Universal i okt. 2011, og har skrevet tekster til et helt nyt, dansksproget album til PS12 som skal ud i 2015.

## Diskografi
- Roar Amundsen: Forløs Din Drøm (2006)
- Roar Amundsen: Måneskitser (2010)
- På Slaget 12: Hjem til Århus og Alle De Andre (2011) – tekstforfatter "Der Er Så Meget Vi Skal Nå At Se", "Som En Komet" og "PS12s Julesang"
- Karoline Hausted: Jeg Tror jeg Drømmer (2012) – co-writer på ”Tina”
- Dickie Lee Erwin: ”Again the Wall” (2012) – co-writer på ”The Working Man”
- Ann-Mette Elten: "Adagio - 12 Klassiske Sange" (2012) - ny tekst til Tomaso Albinonis Adagio i Gmol
- Esben Svane: "Always Travel Never Arrive" (2012) - "co-writer på Stuck In The Race"
- Stig Skovlind, "Nærmeste Solopgang" (2013) - co-writer på "Timer Dage Uger År", "Lige Under Overfladen" og "Shanghai"
- Roar Amundsen: "Erling På Hjørnet - single" (2014)